# Гокдениз Карадениз
Гокдениз Карадениз (тур. Gökdeniz Karadeniz; Гиресун, 11. јануар 1980) бивши је турски фудбалер који је играо као крило и офанзивни везни играч.
Кроз своју читаву сениорску каријеру играо је за два клуба Трабзонспор (11 сезона) и Рубин Казањ (10 сезона).
За репрезентацију Турске дебитовао је против Чешке 30. априла 2003. године, за коју је одиграо 50 утакмица и постигао 6 голова.